# Plateau de Dieng
Pour les articles homonymes, voir Dieng.
Le plateau de Dieng, en indonésien Dataran Tinggi Dieng, est un plateau d'Indonésie constitué d'une caldeira dans le centre de Java. Intensément peuplé et cultivé, le plateau constitue un site archéologique avec la présence de huit temples hindouistes en ruine. Le volcan est encore actif, sa dernière éruption remontant au 27 septembre 2009.

## Toponymie
Le plateau de Dieng est appelé Dataran Tinggi Dieng en indonésien. D'un point de vue volcanologique, il est appelé Dieng Volcanic Complex, soit « complexe volcanique de Dieng » par le Global Volcanism Program.
Le terme Dieng provient du javanais di hyang, qui signifie en français « demeure des dieux ». Cette étymologie se retrouve dans Priangan, une région de Java occidental, et dans la réserve du plateau de Yang, dans l'est de Java.

## Géographie

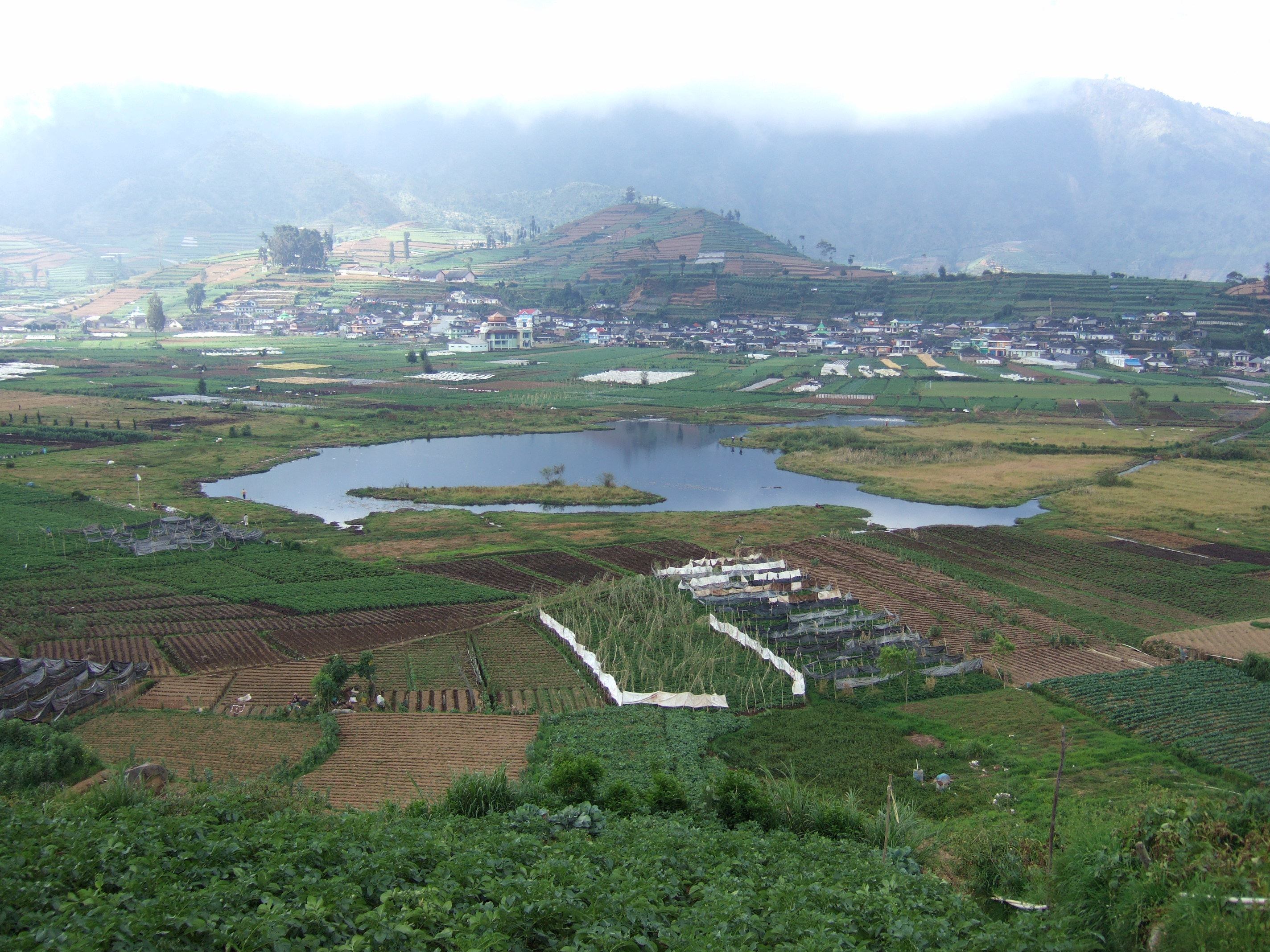
Paysage du plateau de Dieng avec le lac Balekambang entouré de cultures.

Le plateau de Dieng est situé en Indonésie, dans le centre de Java, au nord-ouest du Sumbing, un volcan, et au nord de la ville de Wonosobo. Administrativement, le plateau est partagé entre les kabupaten de Banjarnegara, Temanggung et Wonosobo de la province de Java central.
Le plateau est constitué d'une caldeira mesurant quatorze kilomètres de longueur dans le sens est-ouest pour six kilomètres de largeur. Il culmine à 2 565 mètres d'altitude au Prahu, l'un des rebords de la caldeira, tandis que le fond de la dépression s'élève entre 1 600 et 2 000 mètres d'altitude. Ce volcan est encore actif avec d'importantes émissions de gaz volcaniques sulfurés formant des fumerolles, des mares de boue et des lacs acides. La caldeira renferme une vingtaine de cônes volcaniques, cinq cratères, quatre dômes de lave et dix champs de fumerolles et mares de boue.
Le climat y est plus humide que dans les plaines environnantes avec une plus forte pluviométrie et de fréquentes brumes. Ce climat combiné aux sols volcaniques fertiles ont permis le développement de l'agriculture dans le fond et sur les pentes de la caldeira. Cette agriculture était diversifiée jusqu'à la fin du XXe siècle avec la culture du chou, des champignons et des cultures vivrières mais une monoculture de la pomme de terre s'est mise en place.

## Histoire

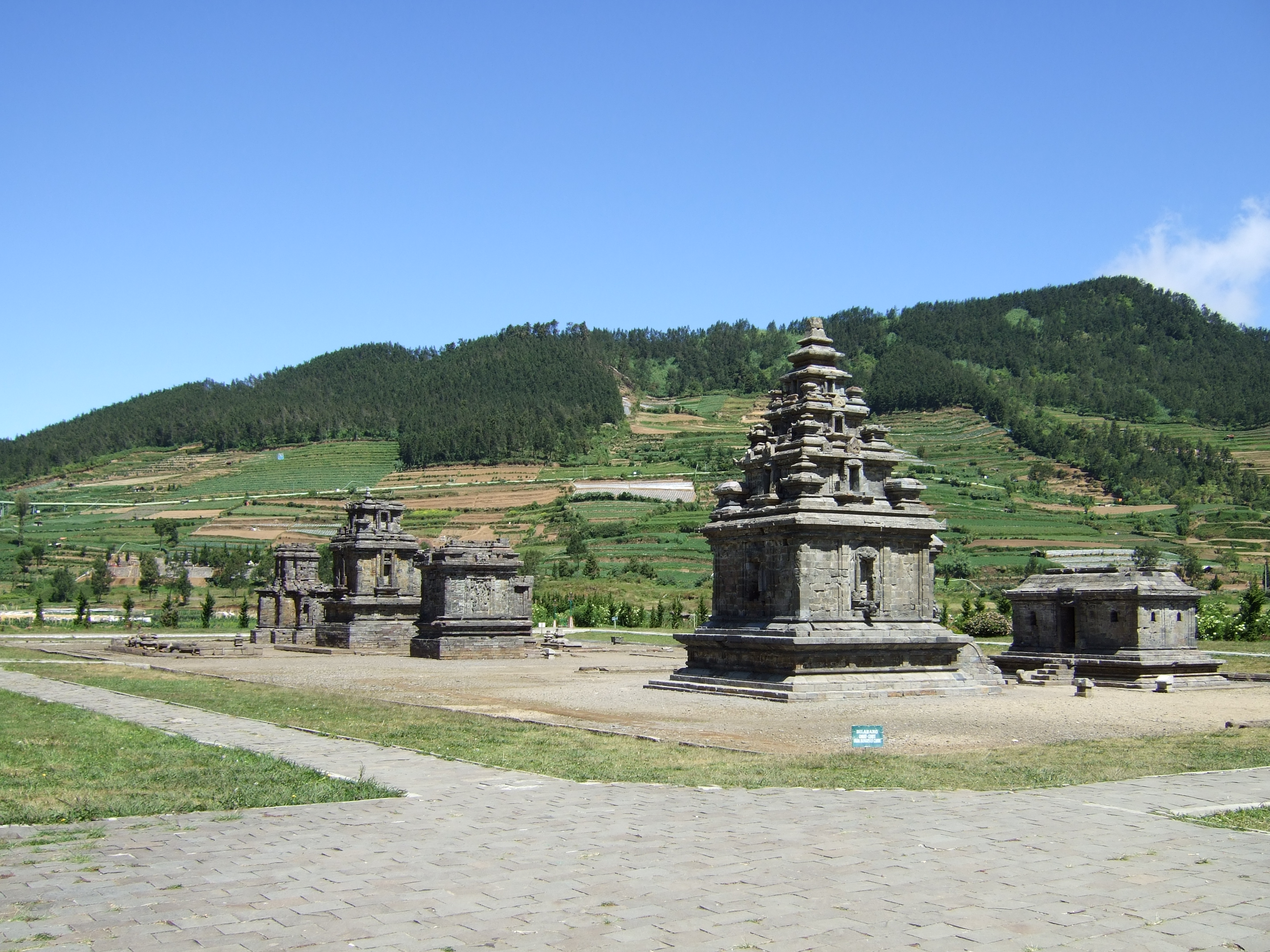
Vue du complexe de temples hindouistes de Candi Arjuna.

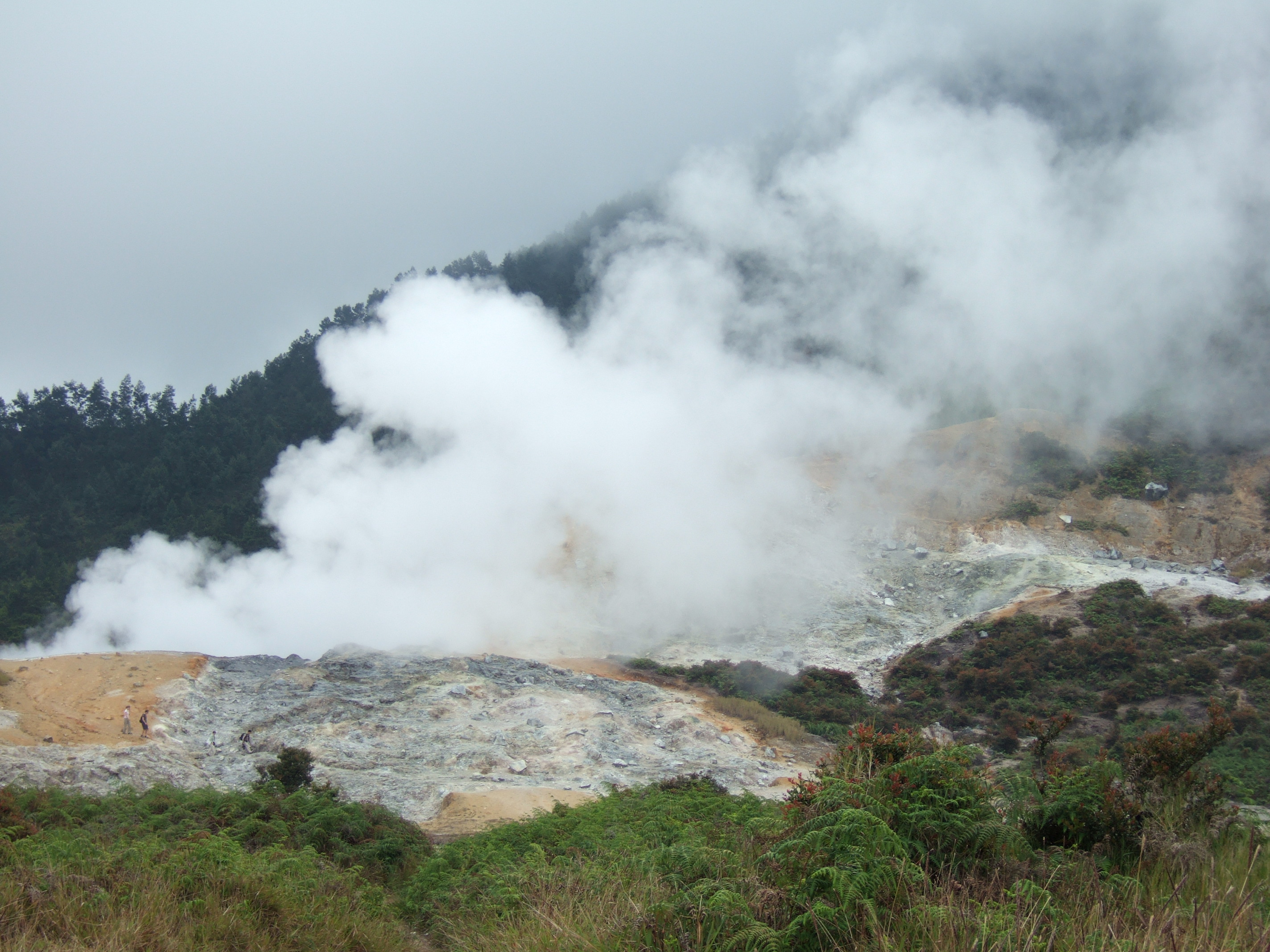
Vue du cratère fumant du Sikidang entré en éruption pour la dernière fois en 1981.

Les plus anciennes constructions du plateau de Dieng sont représentées par huit temples hindouistes datant des VIIe et VIIIe siècles. Leur nombre original se situait autour de 400. Ces temples en pierre sont de petite taille et plutôt simples comparés à des édifices plus récents comme les temples de Borobudur et de Prambanan. Ils étaient dédiés à des divinités ancestrales mais n'avaient pas vocation à servir de lieu de culte aux hommes.
Les temples (candi) ci-dessous incluent ceux des environs du plateau :
- Candi Abiyasa
- Candi Arjuna
- Candi Bima
- Candi Darawati
- Candi Dwarawati
- Candi Gatotkaca
- Candi Pandu
- Candi Parikesit
- Candi Puntadewa
- Candi Magersari
- Candi Nakula
- Candi Sadewa
- Candi Sembadra
- Candi Senjaka
- Candi Semai
- Candi Srikandi
- Candi Wachthamer

Durant la révolution nationale indonésienne entre 1945 et 1949, le général Sudirman, commandant en chef des forces armées indonésiennes, mène une lutte de guérilla sur le plateau de Dieng.